# Amargosa Valley
Amargosa Valley est une ville non incorporée située dans le comté de Nye, dans l’État du Nevada, aux États-Unis. D'après le recensement de 2020, sa population est de 1064 habitants.